# Maljen
Maljen (v srbské cyrilici Маљен) je pohoří v západním Srbsku. Patří pod řetězec pohoří, která se táhnou jihovýchodním směrem od města Loznica v regionu Mačva až po údolí řeky Západní Morava. Jeho nejvyšší vrchol (Kraljev sto, Králův stůl) má nadmořskou výšku 1104 m. Táhne se ve východo-západním směru v délce asi 25 km. Na západě přechází do pohoří Jablanik a na východě do horského masivu Suvobor. V 1. světové válce zde probíhaly boje, kterých se zúčastnil i I. prapor 91. pěšího pluku Rakousko– uherské armády, jehož příslušníci pocházeli z jižních Čech. Jen dne 23. listopadu 1914 padlo v boji o Maljen 28 mužů a 105 mužů, včetně 6 důstojníků, bylo zraněno.
V pohoří Maljen se nachází město Divčibare (v nadmořské výšce 980 m n. m.), které slouží zároveň jako letovisko pro zimní sporty. Mezi další větší vrcholy Maljenu patří Crni vrh (1096 m) a Velika pleća (1047 m).